# Nathalie Arthaud
Nathalie Yvonne Thérèse Arthaud (ur. 23 lutego 1970 w Peyrins) – francuska polityk i nauczycielka, rzeczniczka trockistowskiej Walki Robotniczej, trzykrotna kandydatka w wyborach prezydenckich.

## Życiorys
Kształciła się w zakresie ekonomii i zarządzania, podjęła pracę w zawodzie nauczycielki m.in. w Aubervilliers. Została działaczką Walki Robotniczej, w 2007 pełniła funkcję rzecznika prasowego liderki tego środowiska Arlette Laguiller. W 2008 powołana na rzeczniczkę swojego ugrupowania. W kadencji 2008–2014 była radną Vaulx-en-Velin, mandat uzyskała z listy zorganizowanej przez Francuską Partię Komunistyczną.
Startowała bez powodzenia w różnych wyborach parlamentarnych czy europejskich; podczas wyborów regionalnych w 2010 stanęła na czele listy Walki Robotniczej w regionie Rodan-Alpy, zdobywając 1,4% głosów i zajmując tym samym ostatnie miejsce wśród 9 kandydatów.
W wyborach prezydenckich w 2012 wystartowała jako kandydatka swojego ugrupowania. Zdobyła w nich 0,56% głosów (9. miejsce wśród 10 kandydatów). Ponownie reprezentowała Walkę Robotniczą w wyborach w 2017. Ze zbliżonym wynikiem 0,64% głosów kolejny raz zajęła przedostatnie miejsce (wśród 11 pretendentów). W wyborach w 2022 kandydowała po raz trzeci na urząd prezydenta, z wynikiem 0,56% głosów zajęła ostatnie miejsce wśród 12 kandydatów.